# Almeida de Sayago
Almeida de Sayago ist ein nordwestspanischer Ort und eine Gemeinde (municipio) mit nur noch 422 Einwohnern (Stand: 2024) im Süden der Provinz Zamora in der Autonomen Gemeinschaft Kastilien-León.

## Lage und Klima
Der Ort Almeida de Sayago liegt etwa 10 km nördlich eines Seitenarms der Almendra-Talsperre in einer Höhe von ca. 810 m im Süden der alten Kulturlandschaft Sayago. Die Provinzhauptstadt Zamora ist gut 41 km (Fahrtstrecke) in nordöstlicher Richtung entfernt. Das gemäßigte Klima wird zeitweise vom Atlantik beeinflusst; Regen (ca. 550 mm/Jahr) fällt vorwiegend im Winterhalbjahr.

## Bevölkerungsentwicklung
| Jahr      | 1857 | 1900 | 1950 | 2000 | 2020 |
| Einwohner | 1450 | 1771 | 1398 | 694  | 437  |

Infolge der Mechanisierung der Landwirtschaft, der Aufgabe von bäuerlichen Kleinbetrieben („Höfesterben“) und der daraus resultierenden Arbeitslosigkeit auf dem Lande ist die Bevölkerung seit der Mitte des 20. Jahrhunderts deutlich zurückgegangen. Auch die Eingemeindung des Weilers Escuadro in den 1960er Jahren konnte den Prozess der Entvölkerung nicht aufhalten.

## Wirtschaft
Die Landwirtschaft, vor allem die Anpflanzung von Oliven- und Obstbäumen sowie die Zucht von Rindern (siehe Sayaguesa), Schafen und Ziegen, spielt traditionell die größte Rolle im Wirtschaftsleben der Gemeinde. Daneben fungierte der Ort bereits im Mittelalter als Handels-, Handwerks- und Dienstleistungszentrum für die Weiler und Einzelgehöfte in der Region. Einnahmen aus dem Tourismus in Form der Vermietung von als Ferienwohnungen (casas rurales) genutzten leerstehenden Häusern sind seit den 1960er Jahren hinzugekommen.

## Geschichte
Auf dem Gemeindegebiet befindet sich der nur schlecht erhaltene Dolmen del Casal del Gato. Auch kupfer- und bronzezeitliche Kleinfunde wurden gemacht. In vorrömischer Zeit siedelten hier Stammesgruppen vom keltischen Volk der Vettonen, die von den Römern im Jahre 193 v. Chr. unterworfen wurden (Hispanien). In der Folge entwickelte sich Almeida zu einem Kreuzungspunkt mehrerer kleinerer Römerstraßen der Region. Aus westgotischer und islamischer Zeit sind keine Funde bekannt. Die Rückeroberung (reconquista) der nur dünn besiedelten und abgelegenen Gebiete durch das Königreich León im 10. und 11. Jahrhundert verlief weitgehend kampflos; danach begann ihre Wieder- – oder besser – Neubesiedlung (repoblación).

## Sehenswürdigkeiten

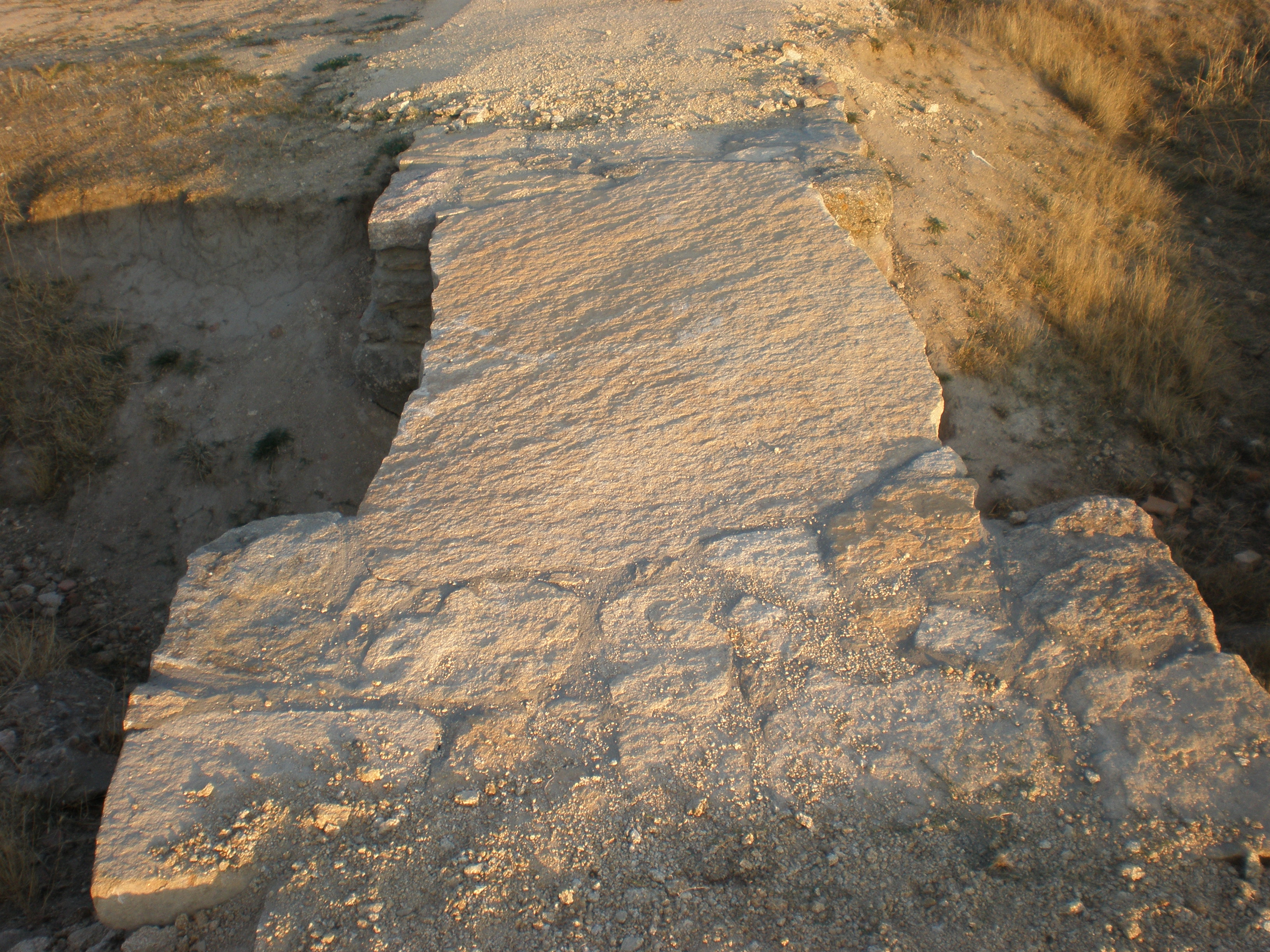
Steinplattensteg im Weiler Escuadro

- Die einschiffige Iglesia de San Juan Bautista hat zwar einen mittelalterlichen Ursprung, doch entspricht ihr heutiges Erscheinungsbild einem weitgehenden Neubau in der Barockzeit. Die schmuck- und portallose Westfassade wird von einem zweigeschossigen Glockengiebel (espadaña) überhöht; der gesamte kubisch gestaltete Chorbereich ist gegenüber dem Langhaus erhöht. Die zentrale Figur des im Jahr 1631 im Renaissancestil gefertigten Altarretabels wird aufgrund ihrer qualitätvollen Ausführung Gregorio Fernández zugeschrieben.
- Der Steinplattensteg des Puente del Rebollar wird aufgrund seiner Lage an einer Römerstraße oftmals den Römern zugeschrieben. Wahrscheinlicher jedoch ist ein Um- oder Neubau im ausgehenden Mittelalter.
- Der El Caño genannte Brunnen entstand erst im Jahr 1901.

Umgebung
- Ca. 4 km westlich des Ortes befindet sich der Dolmen del Casal del Gato, dessen Tumulus und Grabkammer seit langem zerstört sind.[3]
- In der Nähe des Weilers Escuadro befindet sich eine weitere, aber deutlich kleinere Steinplattenbrücke.